# エックス線吸収微細構造

エックス線吸収スペクトルの例。横軸はエックス線のエネルギー（吸収端をゼロとする）、縦軸はエックス線の吸収量である。

X線吸収微細構造（エックスせんきゅうしゅうびさいこうぞう、X-ray absorption fine structure）は、X線吸収スペクトル上でX線の吸収端付近に見られる固有の構造である。英語の頭文字から XAFS（ザフス,エクザフスと呼ぶ人もいる）と略される。XAFS の解析によってX線吸収原子の電子状態やその周辺構造（隣接原子までの距離やその個数）などの情報を得ることができる。X線結晶構造解析とは異なり、試料が長距離秩序を必要とせず、結晶物質に限られない。
XAFS はそのエネルギー領域によってXANES（ゼインズ、ザーネス）、EXAFS（エクサフスあるいはエクザフス） に分けられる（XANES の一部分を吸収端領域と呼ぶ場合もある）。XAFS という頭字語は XANES と EXAFS を合わせた領域を指す言葉として後から考案された。

## 概要
X線吸収分光法 (X-ray Absorption Spectroscopy、XAS) では、物質にX線を照射しその吸収スペクトルを解析する。入射X線のエネルギーを徐々に上げていくと、X線吸収原子の内殻電子の結合エネルギー（束縛エネルギー）に相当するエネルギーでX線の吸収係数が急激に上昇する（→光電効果）。X線吸収スペクトルにおいてこのエッジ構造を吸収端と呼ぶ。吸収端のエネルギーは吸収原子と励起される内殻電子の量子数および価電子帯の電子配置によって決まるため、元素記号と電子殻の記号を用いて Fe-K 吸収端や La-LIII 吸収端などと表記される。吸収端よりも入射X線のエネルギーが大きくなると吸収係数は次第に減衰するが、吸収端から1000 eV程度の高エネルギー領域にかけて吸収係数に微細構造（振動構造）が観測される。この微細構造がXAFSである。
X線吸収スペクトルを測定するためのX線源としては、波長が連続的であることと、吸収スペクトルの微細構造が測定できる程度の強度があることが求められるため、放射光が適している。
目的や測定法によって、透過光の強度を測定する代わりに蛍光X線の強度を測定する蛍光XAFS、オージェ電子の強度を測定する電子収量XAFS、X線を透過させずに試料表面で全反射させる全反射XAFS、異方性の試料に偏光X線を照射する偏光XAFS などのバリエーションがある。

## エックス線吸収端近傍構造 （XANES）
吸収端の前後 50 eV 程度までの領域に見られる構造をエックス線吸収端近傍構造 (X-ray Absorption Near Edge Structure) と呼ぶ。通常、XANES（ザーネスまたはゼインズ）と略される。有機分子の場合、NEXAFS（ネグザフス、吸収端近傍X線吸収微細構造）とも呼ばれるが、NEXAFS は XANES とほぼ同義である。
この領域のピークは内殻電子が空軌道またはバンドへ遷移するエネルギーに対応する。吸収端領域のピーク構造を解析することで、X線吸収原子の電子状態を知ることができる。このことはヴァルター・コッセル (Walther Kossel) によって最初に発見され、かつてはコッセル構造 ("Kossel structure") と呼ばれた。
吸収端より低いエネルギー領域に現れるピークはプリエッジと呼ばれる。発生原因にはいくつかあるが、電気双極子禁制遷移などが含まれる。
XANES の分析からは主にX線吸収原子の電子構造、局所構造の対称性などの幾何学的情報が得られる。

## 広域X線吸収微細構造 （EXAFS）
XANES 領域よりも高エネルギー側で、吸収端から 1000eV 程度までの領域に見られる構造を広域X線吸収微細構造　(Extended X-ray Absorption Fine Structure) と呼ぶ。通常、EXAFS（イグザフス）と略される。
XANESよりも高いエネルギー領域では、励起された内殻電子がX線吸収原子から放出される（光電子）。放出された光電子は隣接する原子により散乱され（→散乱理論）、光電子とその散乱波との干渉により、内殻電子の励起確率、すなわちX線吸収係数が変化する。EXAFS領域における振動構造はこの効果による。

### 講義
- M. Newville, The fundamentals of XAFS
- S. Bare, XANES measurements and interpretation
- B. Ravel, A practical introduction to multiple scattering

### 書籍
- Principles and Applications of EXAFS, Chapter 10 in Handbook of Synchrotron Radiation, pp 995–1014. E. A. Stern and S. M. Heald, E. E. Koch, ed., North-Holland, 1983.
- B.-K. Teo, EXAFS: basic principles and data analysis, Springer 1986
- X-ray Absorption: principles, applications and techniques of EXAFS, SEXAFS and XANES,  a cura di D.C. Koeningsberger, R. Prins, John Wiley & Sons 1988
- X線吸収分光法―XAFSとその応用 太田 俊明　アイピーシ2002

### 論文
- R. Stumm von Bordwehr: A History of the X-ray Absorption Fine Structure. Annales de chimie et de physique 14 (1989), pp. 377–465.
- J.J. Rehr, R.C. Albers: Theoretical approaches to X-ray absorption fine structure. Reviews of Modern Physics 72 (2000), pp. 621–654.
- A. Filipponi, A. Di Cicco, C.R. Natoli: X-ray absorption spectroscopy and n-body distribution functions in condensed matter. フィジカル・レビューB 52/21 (1995), pp. 15122-15148.
- F. de Groot: High-resolution X-ray emission and X-ray absorption spectroscopy. Chemical Reviews 101 (2001), pp 1779-1808.
- F.W. Lytle: The EXAFS family tree: a personal history of the development of extended X-ray absorption fine structure, Journal of Synchrotron Radiation 6 (1999), pp. 123–134.
- D.E. Sayers, E.A. Stern, F.W. Lytle: New Technique for Investigating Noncrystalline Structures: Fourier Analysis of the Extended X-Ray—Absorption Fine Structure. フィジカル・レビュー 27 (1971), pp. 1204–1207.